# スコールライン

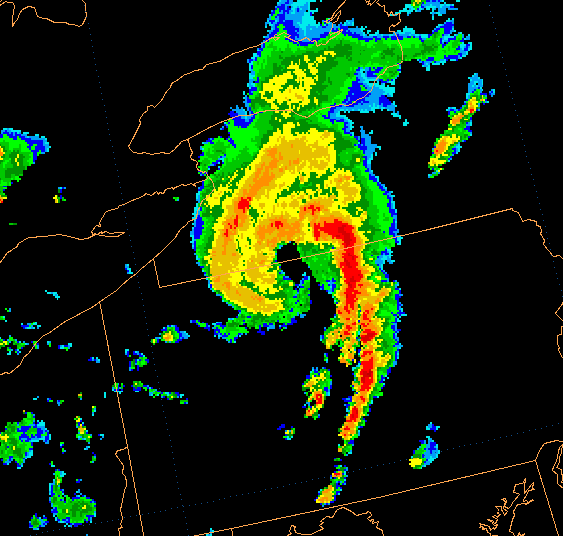
渦を巻く低気圧の雲とスコールライン（中央下やや右の、細長い赤い部分）のレーダー画像

スコールライン (squall line) とは、気象用語のひとつ。線状の活発な深い湿潤対流で、しばしば雷と、連続した降水域か、連続した降水域を含む破線状の降水域または破面状の降水域 かを伴う。スコールラインは、メソスケール対流システムの一種であって、スコールライン以外とは長さと幅との比によって区別される。
日本語では、西暦2000年頃まで陣風線（じんぷうせん）とも呼ばれてきたが、現在ではスコールラインと表記することが一般的。スコールラインは不安定線（ふあんていせん）に包含される現象。長さと幅との比であるが、一般的に幅30～40km程度で、長さが400～500km 程度のものをスコールラインと呼ぶが、日本ではこれよりも小規模な、幅20～50km程度で、長さが50～200km 程度のものもスコールラインと呼ぶ。また、日本では破面状の降水域を伴うものをスコールラインと呼ぶことは稀である。

## 詳細
寒冷前線上では対流活動に伴い、積乱雲が発生して地上は驟雨や雷（雷雨）、突風に見舞われる。この対流活動が発達し、寒冷前線の進行方向前方の暖気域に伸びてできる新たな対流活動域がスコールラインである。
寒冷前線が分裂して2列になったようなもので、一時的な気圧上昇、風向の時計回りの急変、突風、驟雨や雷など、寒冷前線本体に似た荒れた天気をもたらす。また、移動している寒冷前線よりさらに速く、"親"である寒冷前線から離れるように東へ移動する。ただ、持続時間は比較的短く1時間程度である。
決して珍しい現象ではなく、気象レーダーでは線状のラインエコーが複数平行に並んだように映る。
持続時間が短い上に小規模であるため、地上天気図には表記しない。以前の書式による航空気象用国内悪天予想図では「強いスコールライン (SEV SQL LINE)」は予想対象のひとつであったので、予測されるときは表記されていた。

## メカニズム
積乱雲が「伸びる」というのは、積乱雲の世代交代と関係している。積乱雲は上昇気流で雲が湧き上がる成長期、降雨と下降気流が始まる成熟期、下降気流のみになり雲が消えていく減衰期の3つの段階に分けられ、一連の段階を数十分～1時間強の短時間で終える。
1サイクルで消える積乱雲もあるが、寒冷前線のように積乱雲を生み出す土壌（温度差と風の集束、急勾配の前線面）が整っていると、何サイクルもできては消えてを繰り返す。しかも、減衰期に発生する下降気流のうち、東向きの気流は寒冷前線面の暖気とぶつかって、ガストフロントという小規模な寒冷前線を作り出す。
ガストフロントができると、その前線面で暖気が持ち上げられて上昇気流が発生し、新たに積乱雲が発生する。これが、時に南北方向の隣の積乱雲のガストフロントとつながって南北に列をなすことがある。これがスコールラインである。
稀にスコールラインが発達して持続する場合がある。ボウエコーといって、発達しながら弓のように曲がって、高速で進行していく。

## 分類
スコールラインは、その内部構造により (1) Upshear構造、(2) Erect構造、(3) Downshear構造 の3つに分類される。また、形成過程により (1)破線型、(2)バックビルディング型、(3)破面型、(4)埋没型（埋め込み型) の4つに分類される。